# Lydella floricola
Lydella floricola là một loài ruồi trong họ Tachinidae.